# الحمأة المنشطة

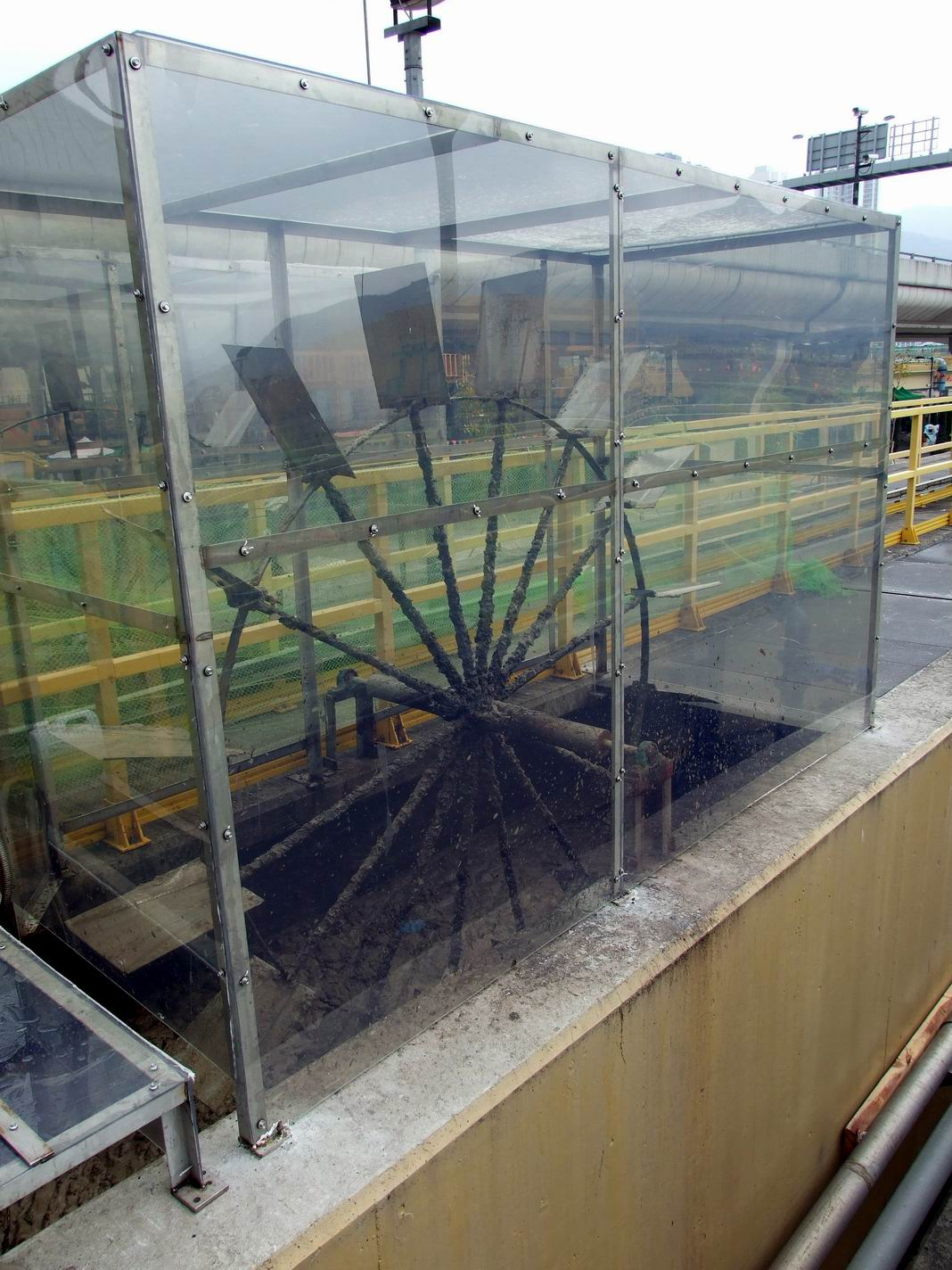
نظام معالجة بالحمأة المنشطة في الصين

الحمأة المُنَشَطة  طريقة معالجة بيولوجية لمياه الصرف الصحي في محطات المعالجة.

## مبدأ المعالجة البيولوجية بالحمأة المنشطة
تعتمد هذه الطريقة على تنشيط البكتريا الموجودة في مياه الصرف الصحي عن طريق نفث الأوكسجين اللازم لنموها وتكاثرها في حوض تهوية موجود في محطة المعالجة.
إن تكاثر البكتريا يؤدي إلى تخليص المياه من المادة العضوية المنحلة وتحويلها إلى مادة غير منحلة قابلة للترسيب في حوض الترسيب النهائي اللاحق لحوض التهوية في محطة المعالجة.